# سيرا دو مار
سيرا دو مار (Serra do Mar) ((بالبرتغالية: Sea's ridge or Sea ridge‏)، تلفظ برتغالي: ‎/ˈsɛʁɐ du ˈmaʁ/‏) هي مجموعة سلاسل جبلية والجرف بطول 1،500كم في جنوب شرق البرازيل، والتي تمتد بالتوازي مع ساحل المحيط الأطلنطي من ولاية إسبيريتو سانتو إلى جنوبي سانتا كاتارينا، بالرغم من أن بعض هذه المجموعة يتضمن سيرا جيرال في سيرا دو مار، وفي هذه الحالة تمتد السلسلة لتصل إلى شمال شرق ريو غراندي دو سول. ويشكل الجرف الرئيسي الحدود بين مستوى سطح البحر الساحلي والهضبة الداخلية (بلاناتو)، والتي لها ارتفاع متوسط 500 إلى 1,300 متر (1,600 إلى 4,300 قدم).
والسلاسل الجبلية منفصلة عند بعض المناطق وتتلقى أسماء فردية خاصة مثل: سيرا دي بوكاينا، وسيرا دي بارانابياكابا، وسيرا نيجرا، وسيرا دو إندايا، إلخ. وتمتد أيضًا لبعض الجزر الكبيرة القريبة من الساحل، مثل: الهابيلا وجزيرة أنسيتا . وبارتفاعٍ يبلغ 2255 متر (7398 قدم)، تعتبر قمة كاليدونيا في نوفا فريبورغو وشلالات ماكاكو في ريو دي جانيرو من بين أعلى النقاط بسيرا دو مار.
وجيولوجيًا، تنتمي هذه السلسلة إلى منصة الصخور البلورية التي تُشكل شرقي أمريكا الجنوبية وهي ثابتة تكتونيًا. وقد تشكلت معظم مرتفعات سيرا دو مار منذ حوالي 60 مليون سنةٍ مضت.
عند اكتشاف البرازيل (1500)، ساعدت سيرا دو مار على توفير نظامٍ بيئي غني ومتنوع، يتكون معظمه من غابة مطيرة استوائية خصبة، تُدعى غابة الأطلنطي (Mata Atlântica). وبالرغم من ذلك وبسبب عمليات الحضرية وإزالة الغابات، تدمرت معظم الغابة، وظل جزء شبه منفرد على الجرف شديد الانحدار الموالي للبحر. وتقوم الآن مجموعة من حدائق الدولة، والمحطات الإيكولوجية، والمحميات الطبيعية بحماية الغابة الأطلنطية وتراثها البيولوجي، ولكن ما تزال الأمطار الحمضية، والتلوث، والصيادون غير القانونين، وقطاع الأشجار السريون، وحرائق الغابات وانتهاكات المناطق المتحضرة والمزارع تتسبب في دمار شديد، وخاصةً حول المدن. وتوجد عدة مدن كبرى بالقرب من سيرا دو مار، مثل: فالي دو إيتاجاي، كوريتيبا، ساو باولو وريو دي جانيرو.
إن عمليات استعادة الغابات واستعادة التنوع البيولوجي للمواطن البيئية للغابة المطيرة المدمرة تعد أمرًا شديد الصعوبة.